# Anguliphantes silli
Anguliphantes silli is een spinnensoort in de taxonomische indeling van de hangmatspinnen (Linyphiidae).
Het dier behoort tot het geslacht Anguliphantes. De wetenschappelijke naam van de soort werd voor het eerst geldig gepubliceerd in 1987 door Weiss.